# Az öldöklés istene
Az öldöklés istene (eredeti cím: Carnage) 2011-ben bemutatott fekete humorú drámai vígjáték Roman Polański rendezésében, amely spanyol, francia, lengyel és német közreműködéssel készült. A film az azonos című Tony-díjas színmű alapján készült, melyet Yasmina Reza írt. A főszerepet Jodie Foster, John C. Reilly, Christoph Waltz és Kate Winslet alakítja. A produkció premierje a Velencei Nemzetközi Filmfesztiválon volt, és esélyes volt az Arany Oroszlánra. A művet César- és David di Donatello-díjra is jelölték, valamint a két női főszereplőt a  legjobb női főszereplőnek járó Golden Globe-díjra jelölték vígjáték kategóriában.

## Cselekmény
A Brooklyn Bridge Parkban járunk: egy csapat gyerek kiközösít egy fiút, aki ezután egy másiknak az arcába csap egy faággal, és elmegy. A két gyerek szülei, a Cowan és a Longstreet házaspár a Longstreet lakáson találkoznak, hogy az ügyet tisztázzák. Penelope (Jodie Foster) a számítógépén írja meg a történteket, és kinyomtatja, hogy az incidenst egymás között megoldották.
Az elkészült jelentéssel azonban már az elején probléma van, Alan (Christoph Waltz) beleköt Penelope szavaiba. A vitát csillapítandó, megkínálják a Cowan házaspárt süteménnyel. Az udvarias beszélgetés közben kiderül, hogy a Longstreet családnak két gyermeke van, a kislányuk pedig mérges az apjukra, mert az kirakta a hörcsögét az utcára.
Alan felesége, Nancy (Kate Winslet) ezen fennakad, de látva, hogy a dologba csak még jobban belebonyolódnak, kitereli a férjét és beleegyezik Penelope követelményeibe: hajlandó visszajönni a fiával a lakásra, hogy az bocsánatot kérjen a Longstreet fiútól. Alan ezalatt telefonál, és közli, hogy ő Washingtonba utazik, nem tud ezzel foglalkozni. Penelope és Alan vitáján felülkerekedve Penelope férje, Michael (John C. Reilly) visszahívja az ajtóból Cowanéket, hogy kávét adjon, amit Nancy nyomására a házaspár elfogad.
Míg a fiúk ügyét boncolgatják, Alan többször is félrevonul, hogy telefonáljon. A férfi ügyvéd, és ügyfelét egy botrány fenyegeti, mert megjelent egy újságcikk a legyártott gyógyszerükről. A cikk felsorakoztatja a káros mellékhatásokat, amelyek az egészséget fenyegetik. A telefonálgatás mindenkit frusztrál, Michael pedig beleköt Alan munkájába, mire Alan mesterkélt érdeklődéssel kifaggatja az övéről. Nancy gyomra idegesen rángatózni kezd, és elkezd veszekedni a férjével, de az idegességtől visszajön a sütemény, és Nancy összepiszkítja Penelope katalógusait.
A takarítás és a mosakodás alatt mindkét házaspár jóindulata elszáll, és Nancy eldönti, hogy nem fogja a fia egyedül elvinni a balhét. Újabb beszélgetés után kiderül, hogy a verekedés azért tört ki, mert a Longstreet fiú nem akarta befogadni a Cowan fiút a bandájába. Otthagyva a vitát, Cowanék ismét elindulnak a kijárat felé, amikor Michaelt felhívja az édesanyja. Az idős hölgy műtétre vár, és az orvosa éppen azt a gyógyszert írja fel neki, ami Alan ügyfelének a terméke. A folyosón veszekedve, hogy ki a rosszabb szülő – aki a hörcsögöt halálra ítélte, vagy akinek a fia bottal verekedik – Cowanék újra a Longstreet lakáson kötnek ki. Az acsarkodás közben Michaelnek is elfogy a türelme, és a feleségével kezd hadakozni.
Előkerül egy üveg skót whisky, és mindenki inni kezd, főleg a két feleség, akik először a saját férjeikkel veszik fel a harcot, majd egymással. Nancy beledobja a vázába Alan telefonját, Penelope pedig a földhöz vágja Nancy táskáját, aminek következtében összetörik a sminkkészlete. A drámát Nancy koronázza meg, összetépi a tulipáncsokrot, amit Michael vett a vendéglátás tiszteletére. Végül Alan telefonja megcsörren, mire mind a négyen némán a képernyőre bámulnak.
A zárójelenet a parkban vígan élő hörcsögöt mutatja, a háttérben pedig a Cowan és a Longstreet fiú beszélgetnek, akik maguktól elsimították a nézeteltérésüket.

## Szereplők
| Szerep                 | Színész         | Magyar hangja   |
| ---------------------- | --------------- | --------------- |
| Penelope Longstreet    | Jodie Foster    | Szirtes Ági     |
| Nancy Cowen            | Kate Winslet    | Bertalan Ági    |
| Alan Cowen             | Christoph Waltz | Anger Zsolt     |
| Michael Longstreet     | John C. Reilly  | Besenczi Árpád  |
| Zachary Cowen          | Elvis Polanski  | nem beszél      |
| Ethan Longstreet       | Eliot Berger    | nem beszél      |
| titkárnő (hangja)      | Julie Adams     | Szalay Marianna |
| Walter (hangja)        | Joseph Rezwin   | Dévai Balázs    |
| Dennis (hangja)        | Nathan Rippy    | Király Attila   |
| Michael anyja (hangja) | Tanya Lopert    | Kassai Ilona    |

## Fontosabb díjak és jelölések
| Díj                               | Kategória                             | Eredmény |
| --------------------------------- | ------------------------------------- | -------- |
| César-díj                         | legjobb adaptált forgatókönyv         | Elnyerte |
| David di Donatello-díj            | legjobb európai film                  | Jelölve  |
| Golden Globe-díj                  | legjobb női főszereplő (Jodie Foster) | Jelölve  |
| Golden Globe-díj                  | legjobb női főszereplő (Kate Winslet) | Jelölve  |
| Velencei Nemzetközi Filmfesztivál | Arany Oroszlán                        | Jelölve  |
| Velencei Nemzetközi Filmfesztivál | kicsi Arany Oroszlán                  | Elnyerte |